# 阿克亚塔斯遗址
阿克亚塔斯是一处8至9世纪的宫殿建筑群，现遗址位于哈萨克斯坦江布尔州，遗址时代为公元8至14世纪，是塔拉斯河流域的重要贸易城市。建造时有阿拉伯建筑师的参与，带有中东建筑传统和典型风格。对该遗址的研究始于1861年，对于它的建造者没有一个统一的认定，有人认为这些宫殿是佛教或景教的寺院。据查证，元代道士丘处机曾到过此处，其经历被记录于《长春真人西游记》中。